# 溝齒沙鼠屬
溝齒沙鼠屬（学名：Reithrodon），哺乳綱、囓齒目、倉鼠科的一屬啮齿动物，而與溝齒沙鼠屬（溝齒沙鼠）同科的動物尚有美洲禾鼠屬（棕禾鼠）、椏鼠屬（椏鼠）、秘魯高原鼠屬（秘魯高原鼠）等之數種哺乳動物。

## 下属物种
本属包括以下物种：
- Reithrodon auritus (Fischer, 1814)
- Reithrodon caurinus Thomas, 1920
- Reithrodon physodes (Olfers, 1818)
- Reithrodon typicus Waterhouse, 1837